# Makariv
Makariv (Oekraïens: Мака́рів, Russisch: Мака́ров) is een nederzetting met stedelijk karakter (Oekraïens: селище міського типу) in Oekraïne, zo'n 50 km ten westen van de hoofdstad Kiev. De plaats ligt in het westelijke deel van de oblast Kiev. Op 1 januari 2021 had Makariv naar schatting 9589 inwoners.

## Afbeeldingen

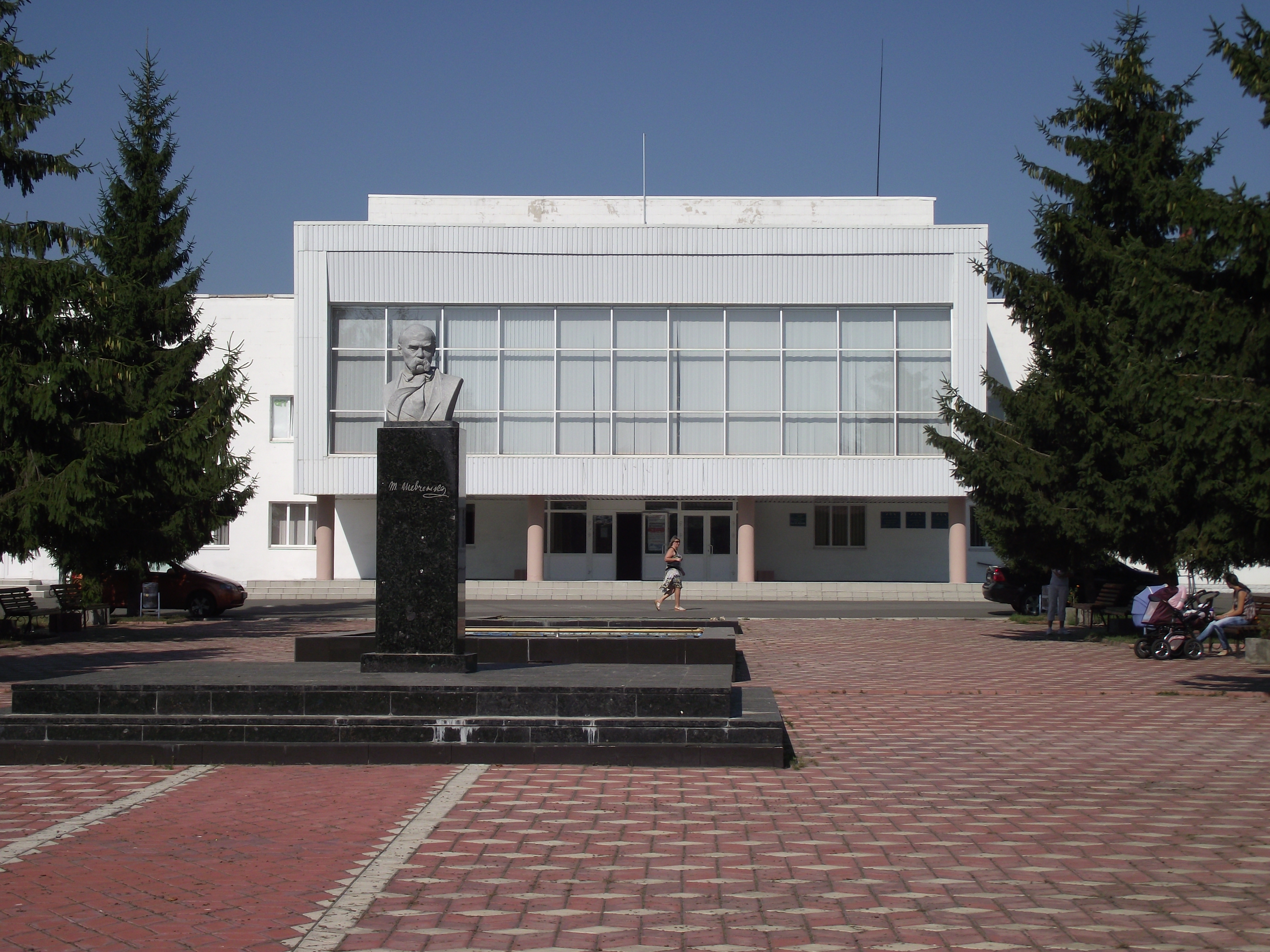
Huis van Cultuur, met buste van Taras Sjevtsjenko (2011)
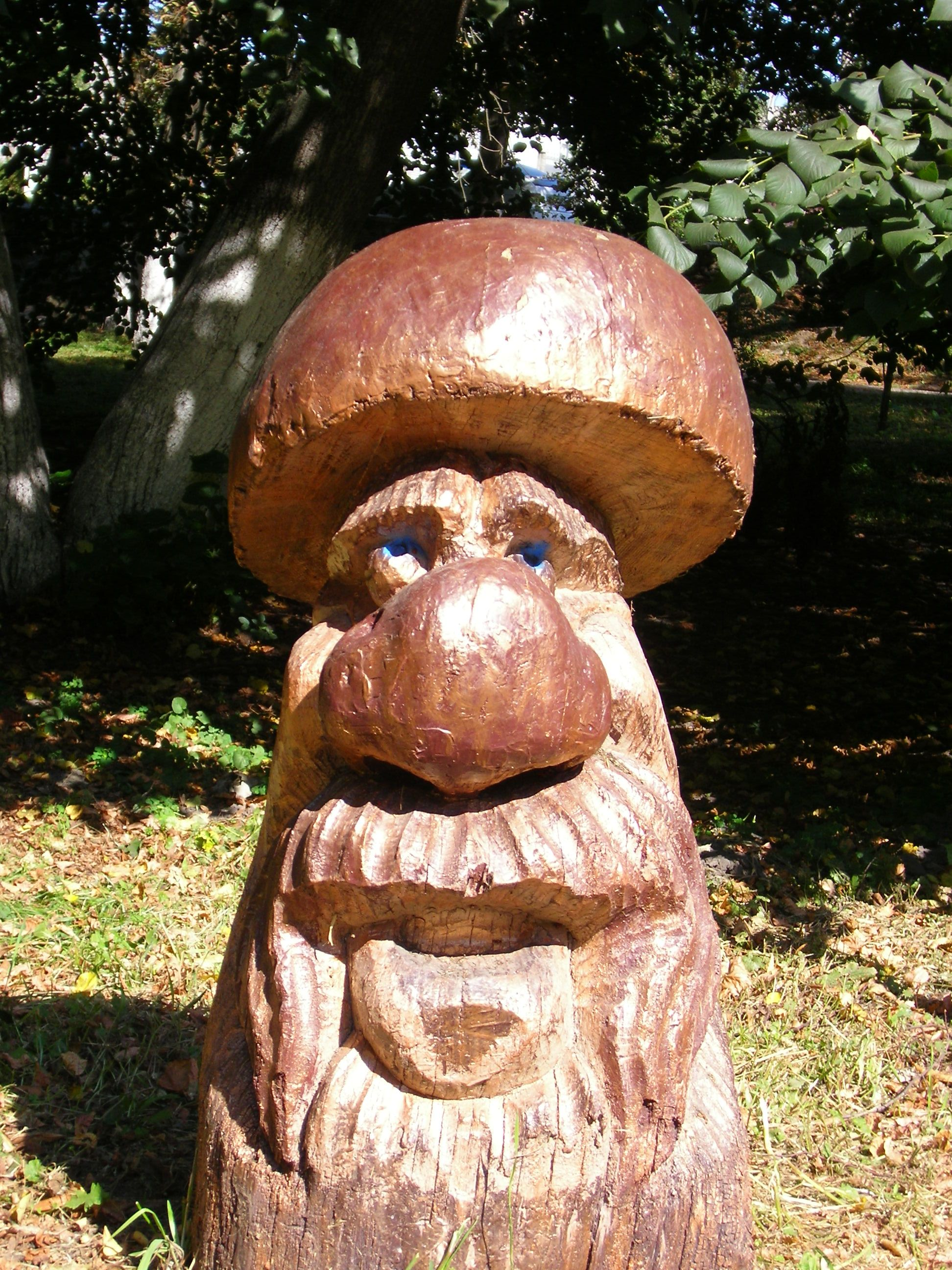
Houten figuur (2011)
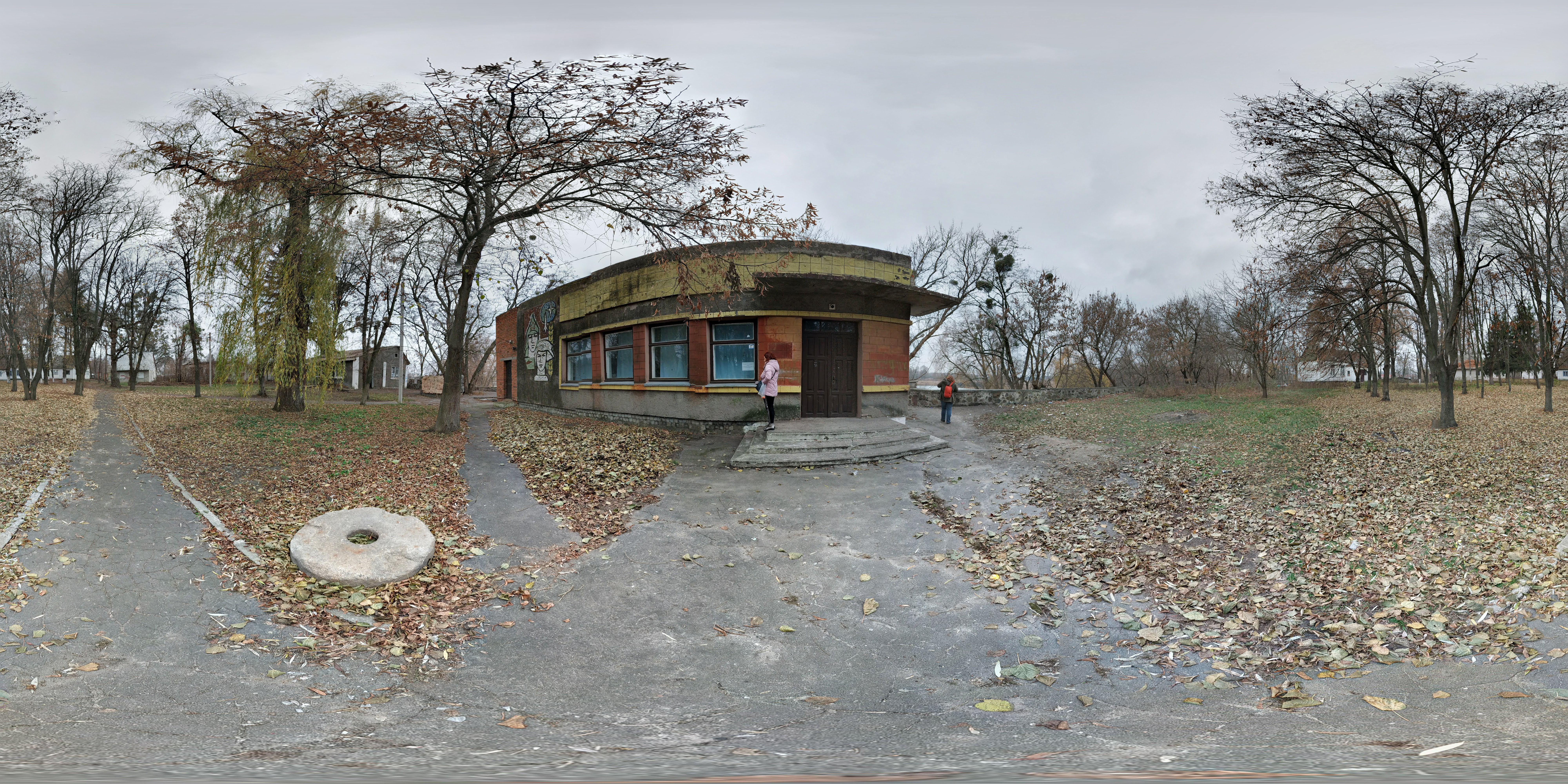
Museum voor geschiedenis en lokale overlevering (2019)
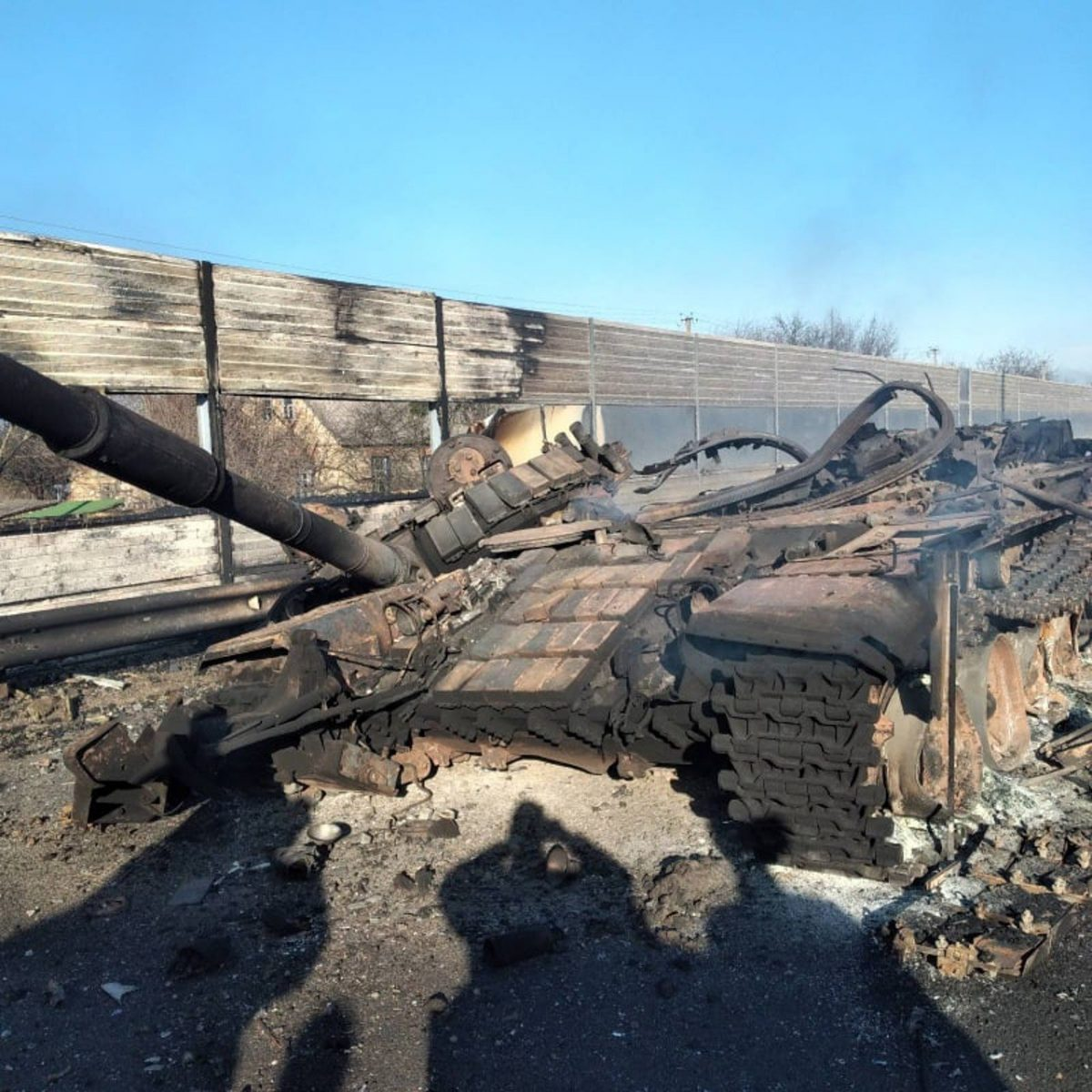
Tijdens de Poetinoorlog verwoeste Oekraïense T72-tank (2022)